# Earl of Portland

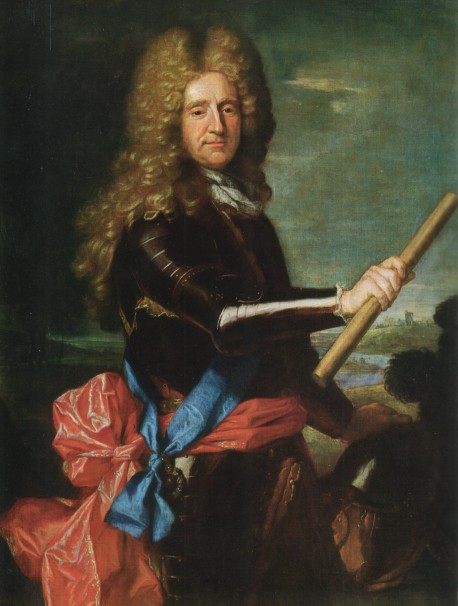
Johann Wilhelm Bentinck, 1. Earl of Portland, von Hyacinthe Rigaud

Earl of Portland ist ein erblicher britischer Adelstitel in der Peerage of England, benannt nach der Isle of Portland in England, der lange Zeit vom Duke of Portland als nachgeordneter Titel getragen wurde.

## Verleihungen
Der Titel wurde insgesamt zweimal geschaffen. Erstmals geschah dies zugunsten von Richard Weston, 1. Baron Weston, im Jahre 1633. Dieser war bereits 1628 zum Baron Weston, of Neyland in the County of Suffolk, ernannt worden. Er war Schatzkanzler und Lord High Treasurer im Königreich England gewesen. Der Titel erlosch 1688 mit dem Tode des vierten Earls.
Schon im folgenden Jahr erfolgte unmittelbar nach Ende der Glorious Revolution eine erneute Verleihung durch König William III. an seinen Favoriten John William Bentinck. Dieser hatte nicht nur dessen Ehe mit Mary of England vermittelt, sondern auch den Kontakt zu den Unterstützern in England aufrechterhalten.

## Nachgeordnete Titel
Die nachgeordneten Titel der heutigen Earlswürde sind Viscount Woodstock und Baron Cirencester. Beide Titel wurden ebenfalls 1689 geschaffen und gehören daher ebenfalls zur Peerage of England.
Der Titelerbe (Heir Apparent) führt den Höflichkeitstitel Viscount Woodstock.

## Weitere Titel
Im Jahre 1716 wurde Henry Bentinck, 2. Earl of Portland, zum Duke of Portland und Marquess of Titchfield erhoben. Diese Titel erloschen 1990 mit dem Tode des neunten Dukes. Die Earlswürde wurde in der Zwischenzeit als nachgeordneter Titel der Dukes geführt. Sie ging dann auf einen Abkömmling des ersten Earls über.
1880, wurde Augusta Cavendish-Bentinck, der Stiefmutter des sechsten Dukes, der Titel Baroness Bolsover, of Bolsover Castle in the County of Derby, verliehen. Nach ihrem Tode erbte der sechste Duke den Titel, er erlosch jedoch mit dem Tode des siebenten Dukes im Jahre 1977.
Der Earl of Portland führt außerdem seit dem 29. Dezember 1732 den Titel Reichsgraf Bentinck wegen der Ererbung der reichsunmittelbaren Herrschaften Knyphausen und Varel im Adelsstand des Heiligen Römischen Reiches. Seit 1886 darf dieser Titel mit königlicher Erlaubnis (Royal License) in England geführt werden.

## Liste der Earls of Portland

### Earls of Portland, erste Verleihung (1633)
- Richard Weston, 1. Earl of Portland (1577–1635)
- Jerome Weston, 2. Earl of Portland (1605–1663)
- Charles Weston, 3. Earl of Portland (1639–1665)
- Thomas Weston, 4. Earl of Portland (1609–1688)

### Earls of Portland, zweite Verleihung (1689)
- Johann Wilhelm Bentinck, 1. Earl of Portland (1648–1709)
- Henry Bentinck, 1. Duke of Portland, 2. Earl of Portland (1682–1726) (1716 zum Duke of Portland erhoben)
- William Bentinck, 2. Duke of Portland, 3. Earl of Portland (1708–1762)
- William Henry Cavendish-Bentinck, 3. Duke of Portland, 4. Earl of Portland (1738–1809)
- William Cavendish-Scott-Bentinck, 4. Duke of Portland, 5. Earl of Portland (1774–1839)
- William Cavendish-Scott-Bentinck, 5. Duke of Portland, 6. Earl of Portland (1800–1879)
- William Cavendish-Bentinck, 6. Duke of Portland, 7. Earl of Portland (1857–1943)
- William Cavendish-Bentinck, 7. Duke of Portland, 8. Earl of Portland (1893–1977)
- Ferdinand Cavendish-Bentinck, 8. Duke of Portland, 9. Earl of Portland (1888–1980)
- Victor Cavendish-Bentinck, 9. Duke of Portland, 10. Earl of Portland (1897–1990) (Dukedom erloschen)
- Henry Noel Bentinck, 11. Earl of Portland (1919–1997)
- Timothy Charles Robert Noel Bentinck, 12. Earl of Portland (* 1953)

Heir Apparent ist der Sohn des jetzigen Earls, William Jack Henry Bentinck, Viscount Woodstock (* 1984).